# Synthes-Stratec
Synthes est une entreprise suisse active dans les techniques médicales. L'entreprise produit des prothèses osseuses, des implants et des instruments chirurgicaux.
Depuis 1977, Hansjörg Wyss a dirigé l'entreprise jusqu'en 2007 d'abord aux États-Unis puis le groupe. Il est le président et actionnaire principal du groupe. Il détient 47 % des actions et sa fondation 8 %. H. Wyss est aussi président de la Fondation Beyeler.
Johnson & Johnson rachète le groupe Synthes pour un montant de 21,3 milliards de dollars, soit environ 18,7 milliards de francs suisses. Les deux conseils d'administration ont donné leur accord.

## Référence
1. ↑   Historique de l'entreprise sur Synthes
2. ↑  Le Temps, 24 avril 2011
3. ↑  Agence ATS, 26 avril 2011